# Детское творчество
Детское творчество — одна из форм самостоятельной деятельности ребёнка, в процессе которой он отступает от привычных и знакомых ему способов проявления окружающего мира, экспериментирует и создаёт нечто новое для себя и других.

## Проявление детского творчества на разных этапах развития личности ребёнка
На начальном этапе онтогенеза основным приоритетом является субъективная сторона творческой деятельности ребёнка. В раннем возрасте детское творчество формируется в ходе познания свойств предметного мира, а также взаимодействия с окружающими его людьми в игровой форме. В дошкольном возрасте детское творчество проявляется в создании сюжета ролевой игры и в продуктивных видах деятельности: рисование, словотворчество, лепка, конструирование.

### Виды детского творчества
Психологи выделяют следующие виды детского творчества: художественное, включающее в себя изобразительное и литературное творчество, техническое и музыкальное.

#### Художественное творчество
Детское художественное творчество — деятельность ребёнка, проявляющаяся в виде импровизаций и создания рисунков, вышивок, лепных поделок, художественных композиций, аппликаций, литературных произведений и пр. Детское творчество в области искусства способствует художественному образованию и развитию эстетического вкуса у ребёнка.
В раннем возрасте художественное детское творчество отличает импровизированный характер. Однако это не исключает участие и контроль взрослых за данным процессом.
По мнению Л. С. Выготского и Б. Г. Ананьева различные виды художественного детского творчества имеют тесную взаимосвязь, истолкование которой объясняется теорией о сензитивных периодах детского развития, суть которой заключается в том, что с возрастом предрасположенность ребёнка к тому или иному виду художественного творчества меняется. В детстве и юности ребёнок проходит последовательную смену интересов (так называемые, периоды актуальности) к изобразительной, танцевально-драматической, музыкальной и литературной деятельности.

##### Изобразительное детское творчество
Изобразительное детское творчество является самым массовым среди детей младшего возраста. В 4-5 года ребёнок начинает изображать узнаваемые предметы, в 9-10 лет рисунок представляет собой осмысленный рассказ с игровым сюжетом. По мнению В. С. Щербакова, изобразительное детское творчество в подростковом возрасте достигает пика развития и формирует полноценное восприятие подростка мирового художественного наследия и профессионального искусства.
Ещё Аристотель отмечал положительное влияние рисования на развитие личности ребёнка. Эта идея нашла подтверждение в работах Я. А. Коменского, И. Г. Песталоцци и Ф. Фрёбеля: изобразительное детское творчество создаёт основу полноценного и содержательного общения ребёнка со взрослыми, положительно сказывается на эмоциональном состоянии детей, отвлекая их от грусти, страхов и печальных событий.

##### Литературное детское творчество
Первые элементы литературного детского творчества появляются у ребёнка в возрасте 1-3 лет, когда он учится говорить, манипулировать звуками и использовать слова в разных сочетаниях. В этот период литературное детское творчество является частью игры и его сложно отделить от других видов: ребёнок одновременно рисует, сочиняет изображённую историю, напевает и пританцовывает. Постепенно литературное творчество у детей приобретает выраженное направление (поэзия, проза), приходит понимание социальной ценности литературного произведения, а также значимости процесса его создания. Более массовый характер литературное детское творчество приобретает в период обучения в школе, когда дети пишут сочинения, эссе, очерки и рассказы.
Свою книгу «От двух до пяти» Корней Чуковский посвящает детской речи, собрав и проанализировав примеры детского творчества при овладении языком.

#### Техническое детское творчество

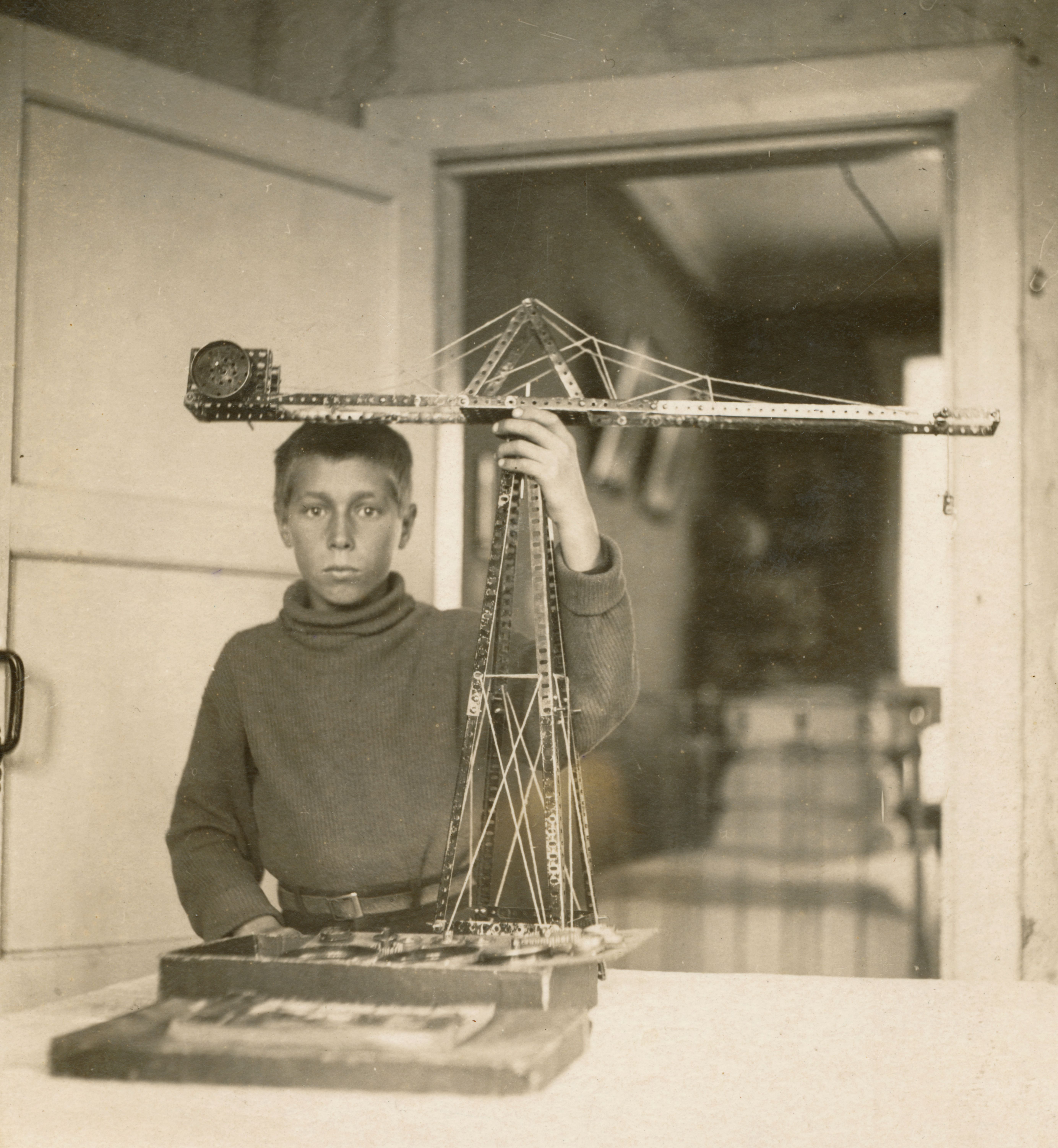
Техническое детское творчество в СССР (1933 год)

Техническое детское творчество является одним из важных способов формирования профессиональной ориентации детей, способствует развитию устойчивого интереса к технике и науке, а также стимулирует рационализаторские и изобретательские способности.
Техническое детское творчество — это конструирование приборов, моделей, механизмов и других технических объектов на уроках труда и на внеклассных занятиях (кружки, курсы, центры детского и юношеского творчества). Процесс технического детского творчества условно делят на 4 этапа:
1. постановка задачи
2. сбор и изучение информации
3. поиск решения задачи
4. реализация решения

В дошкольном возрасте техническое детское творчество сводится к моделированию простейших механизмов, школьники средней школы проявляют интерес к проектированию более сложных моделей и экспериментам учебного характера.

#### Музыкальное детское творчество
Музыкальное детское творчество является одним из методов музыкального воспитания детей и проявляется в изучении музыкальных произведений композиторов. Б. В. Асафьев и Б. Л. Яворский считали, что музыкальное детское творчество имеет большое значение в восприятии ребёнка окружающего мира. Детское музыкальное творчество, как правило, не имеет ценности для окружающих, но оно важно для самого ребёнка. Музыкальное детское творчество — это синтетическая деятельность, проявляющаяся в разных видах: игра на музыкальных инструментах, ритмика, пение.
Элементы музыкального детского творчества проявляются одними из первых, когда у ребёнка появляется способность к движениям под музыку. Благодаря этому, у ребёнка развивается зрительно-пространственная координация, музыкальный слух и моторика. Ребёнок учится управлять телом и овладевает танцевальными движениями.

### Детское творчество и личность ребёнка
Детское творчество, как один из способов интеллектуального и эмоционального развития ребёнка, имеет сложный механизм творческого воображения, делится на несколько этапов и оказывает существенное влияние на формирование личности ребёнка.

#### Механизм творческого воображения
Процесс детского творчества делится на следующие этапы: накопление и сбор информации, обработка накопленных данных, систематизирование и конечный результат.
Подготовительный этап включает в себя внутреннее и внешнее восприятие ребёнка окружающего мира. В процессе обработки ребёнок распределяет информацию на части, выделяет преимущества, сравнивает, систематизирует и на основе умозаключений создаёт нечто новое.
Работа механизма творческого воображения зависит от нескольких факторов, которые принимают различный вид в разные возрастные периоды развития ребёнка: накопленный опыт, среда обитания и его интересы. Существует мнение, что воображение у детей намного богаче, чем у взрослых, и по мере того, как ребёнок развивается, его фантазия уменьшается. Однако, жизненный опыт ребёнка, его интересы и отношения с окружающей средой элементарней и не имеют той тонкости и сложности, как у взрослого человека, поэтому воображение у детей беднее, чем у взрослых.
Согласно работе французского психолога Т. Рибо, ребёнок проходит три стадии развития воображения:
1. детство. Представляет собой период фантазии, сказок, вымыслов.
2. юность. Сочетает осознанную деятельность и вымысел.
3. зрелость. Воображение находится под контролем интеллекта.

Воображение ребёнка развивается по мере его взросления и приближения к зрелости. Л. С. Выготский считал, что между половым созреванием и развитием воображения у детей существует тесная связь. Подросток анализирует накопленный опыт, определяется с жизненными интересами и предпочтениями, а также проходит этап окончательного формирования воображения.
Механизм творческого воображения детей зависит от факторов, влияющих на формирование «Я»: возраст, особенности умственного развития (возможные нарушения в психическом и физическом развитии), индивидуальность ребёнка (коммуникации, самореализация, социальная оценка его деятельности, темперамент и характер), воспитание и обучение.

#### Этапы детского творчества
В творческой деятельности ребёнка выделяют три основных этапа:
1. Формирование замысла. На этом этапе у ребёнка возникает идея (самостоятельная или предложенная родителем/воспитателем) создания чего-то нового. Чем младше ребёнок, тем больше значение имеет влияние взрослого на процесс его творчества. В младшем возрасте только в 30 % случаев, дети способны реализовать свою задумку, в остальных — первоначальный замысел претерпевает изменения по причине неустойчивости желаний. Чем старше становится ребёнок, тем больший опыт творческой деятельности он приобретает и учится воплощать изначальную задумку в реальность.
2. Реализация замысла. Используя воображение, опыт и различные инструменты, ребёнок приступает к осуществлению идеи. Этот этап требует от ребёнка умения владеть выразительными средствами и различными способами творчества (рисунок, аппликация, поделка, механизм, пение, ритмика, музыка).
3. Анализ творческой работы. Является логическим завершением первых этапов. После окончания работы, ребёнок анализирует получившийся результат, привлекая к этому взрослых и сверстников.

#### Влияние детского творчества на развитие личности ребёнка
Важной особенностью детского творчества является то, что основное внимание уделяется самому процессу, а не его результату. То есть важна сама творческая деятельность и создание чего-то нового. Вопрос ценности созданного ребёнком произведения искусства отступает на второй план. Однако дети испытывают большой душевный подъём, если взрослые отмечают оригинальность и самобытность творческой работы ребёнка. Детское творчество неразрывно связано с игрой, и, порой, между процессом творчества и игрой нет границы. Творчество является обязательным элементом гармоничного развития личности ребёнка, в младшем возрасте необходимое, в первую очередь, для саморазвития. По мере взросления, творчество может стать основной деятельностью ребёнка.

## YouTube видеоканалы по развитию детского творчества
- ЗОЛОТАЯ РЫБКА KIDS TV

## Мастер-классы по развитию детского творчества
- РАЗВИТИЕ ДЕТСКОГО ТВОРЧЕСТВА НА МАСТЕР КЛАССАХ